# پلسیوسائورید
پلسیوسائورید(نام علمی: Plesiosauridae) نام یک تیره از بالاخانواده نزدیک‌سوسماریان است.